# La marcia nuziale
La marcia nuziale er en italiensk stumfilm fra 1915 af Carmine Gallone.

## Medvirkende
- Lyda Borelli som Grazia di Plessans.
- Francesco Cacace som Ruggero Lechatelier.
- Wanda Capodaglio.
- Angelo Gallina.
- Leda Gys som Susanna Lechatelier.